# Gmina Esbjerg
Gmina Esbjerg (duń. Esbjerg Kommune) – gmina w Danii w regionie Dania Południowa.
Gmina powstała w 2007 roku na mocy reformy administracyjnej z połączenia gmin Bramming, Esbjerg (starej), Ribe i części gminy Helle.
Siedzibą gminy jest miasto Esbjerg.